# Jekaterina Andrjusjina
Jekaterina Sergejevna Andrjusjina (ryska: Екатерина Сергеевна Андрюшина), född 17 augusti 1985 i Moskva, Sovjetunionen, är en rysk handbollstränare och var tidigare handbollsspelare (mittnia).

## Klubbkarriär
Andrjusjina spelade ursprungligen för ryska klubben KSK Lutj Moskva. Hon spelade i europacuperna med Lutj säsongerna 2000–2001, 2002–2003 och 2003–2004. 2006 gick niometersspelaren till ryska klubben Zvezda Zvenigorod. Med Zvezda vann hon ryska mästerskapet 2007 och samma år EHF-cupen och Champions League 2008.
Andrjusjina kom sedan till franska Metz Handball 2011 efter att ha varit skadad i ett år. Med Metz vann hon franska mästerskapet 2013 och 2014, och franska cupen 2013 och 2015 och franska ligacupen 2014. 2015 avslutade hon sin spelarkarriär.

## Landslagskarriär
Andrjusjina var med i den ryska landslagstruppen. Hon spelade 92 landskamper och gjorde 205 mål för landslaget fram till 2012.Hon spelade i ryska damlandslaget som vann VM-guld 2007 och 2009, och silvermedaljen vid EM 2006. Hon tog också OS-silver 2008 i Peking.

## Tränarkarriär
Andrjusjina har varit assisterande tränare i franska Metz HB sedan 2014. I februari 2019 tog hon också över som assisterande förbundskapten i det nederländska landslaget. Hon var med då Nederländerna vann VM-guld 2019 i Japan.

## Klubbar
- KSK Lutj Moskva (2000–2007)
- Zvezda Zvenigorod (2007–2011)
- Metz HB (2011–2015)

## Tränaruppdrag
- Metz HB (assisterande, 2014–)
- Nederländerna (assisterande, 2019–2021)